# هیتویزن
هیتویزن (به هلندی: Heythuysen) یک منطقهٔ مسکونی در هلند است که در لئودال واقع شده‌است. هیتویزن ۶٬۱۶۰ نفر جمعیت دارد.